# 大众甲壳虫
大众甲壳虫（德語：VW Käfer），正式名称为大众1型（Volkswagen Type 1），是由大众汽车在1938年至2003年间生产的小型轿车。
虽然“甲壳虫（Beetle）”这个名称很早就被公众所接受，但直到1967年8月，大众汽车才正式在市场上使用这个名字。而在此这前，欧洲市场销售的该款车都是以“Type I”或“1200”、“1300”、“1500”这些发动机排气量来命名的。
1998年，在最初的甲壳虫下线许多年以后，大众汽车正式推出了外形与原先非常相似的新甲壳虫（以大众高尔夫为平台），而甲壳虫则在VW墨西哥廠和其他少数一些国家一直生产到2003年，共生產出21,529,464輛第一代甲壳虫，是全球史上各款汽車中的最暢銷車，其形象亦深植人心。

## 历史
甲壳虫的历史渊源可以追溯到1930年代的纳粹德国。阿道夫·希特勒希望能够生产一款可以广泛使用的大众化汽车（Volkswagen，直译即“人民的汽车”），委任工程师費迪南德·保時捷来完成这项任务。希特勒对这款车的要求是：可以载两个成人和三个儿童、最高时速100公里/小时、售价不超过1000马克。同时还推出了一项储蓄计划以使普通群众通过由力量来自欢乐组织配给券可以买到汽车，因此这款汽车也叫做“力量来自欢乐汽车”（Kraft durch Freude Wagen）。
费迪南·保時捷在接受这项任务之前几年就已经简明叙述了这款车的最初技术参数，但一直未能形成产品，直到他得到了纳粹政府的支持。1936年10月12日首三款甲壳虫正式面世。1938年甲壳虫在柏林汽车博览会上参展。
甲壳虫本身是針對經濟能力相對不富裕的家庭，然因第二次世界大戰，甲壳虫便宜好操反而大量被投入戰事裡（約逾五萬輛），而只有630部才投入民生。至戰爭結束，甲壳虫又再次投入民用生產，買家也包含曾經的對手。時值戰後，歐洲經濟百廢待舉，甲壳虫的经济耐用性正好适应了这种形势，立刻成为欧洲最畅销的车种。并且在其研发过程中，研发者相当注意车子本身制作的水准和日后的维修问题，所以甲壳虫拥有相当坚实的车体结构和底盘引擎，这是它能成为长寿车的原因之一。

## 特點
甲壳虫採用現今少見的後置引擎、後輪驅動，可省去車底沉重的傳動軸，以及空出車頭較大的空間作行李箱；但亦由於此原因，撞車時少了引擎作緩衝，大大增加司機和前座乘客的傷亡。
引擎為氣冷式設計，其散熱效率雖不如今日普遍的水冷式，但在嚴寒冬天不必擔心水箱結凍，在二戰軍用版上更是實用。
甲壳虫底盤為密封式，掉入水裏也不會馬上下沉，甚至可以當作船隻使用。

## 1938年式 大众甲壳虫 技術規格表

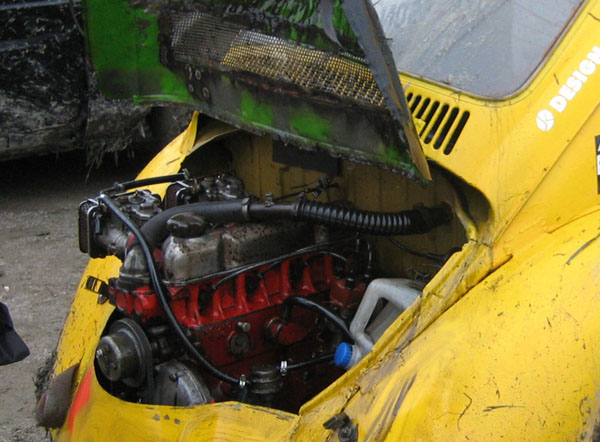
甲壳虫引擎設於車尾。

| 1938年式 大众甲壳虫 規格表 | 數據                        |
| 引擎                       | 水平對臥氣冷四缸            |
| -------------------------- | --------------------------- |
| 排氣量                     | 984.704 c.c                 |
| 缸徑X衝程                  | 70×64 mm                    |
| 壓縮比                     | 5.6                         |
| 馬力                       | 23 ps (17 kW) / 3200 rpm    |
| 扭力                       | 5.3 kg-m (52 Nm) / 2000 rpm |
| 變速器                     | 四速手排                    |
| 檔位                       | 齒比                        |
| 一檔                       | 3.60                        |
| 二檔                       | 2.07                        |
| 三檔                       | 1.25                        |
| 四檔                       | 0.80                        |
| 終傳比                     | 4.43                        |
| 倒檔                       | 6.60                        |
| 性能                       |                             |
| 最高速度                   | 105 km/h                    |
| 0–100 km/h加速             | 60 Sec                      |
| 油箱容量                   | 25 L                        |
| 油耗量                     | 15.4 km/L                   |
| 重量                       |                             |
| 空重                       | 650 公斤                    |
| 價格                       |                             |
| 標準版                     | 990 帝國馬克                |

## 生產概況

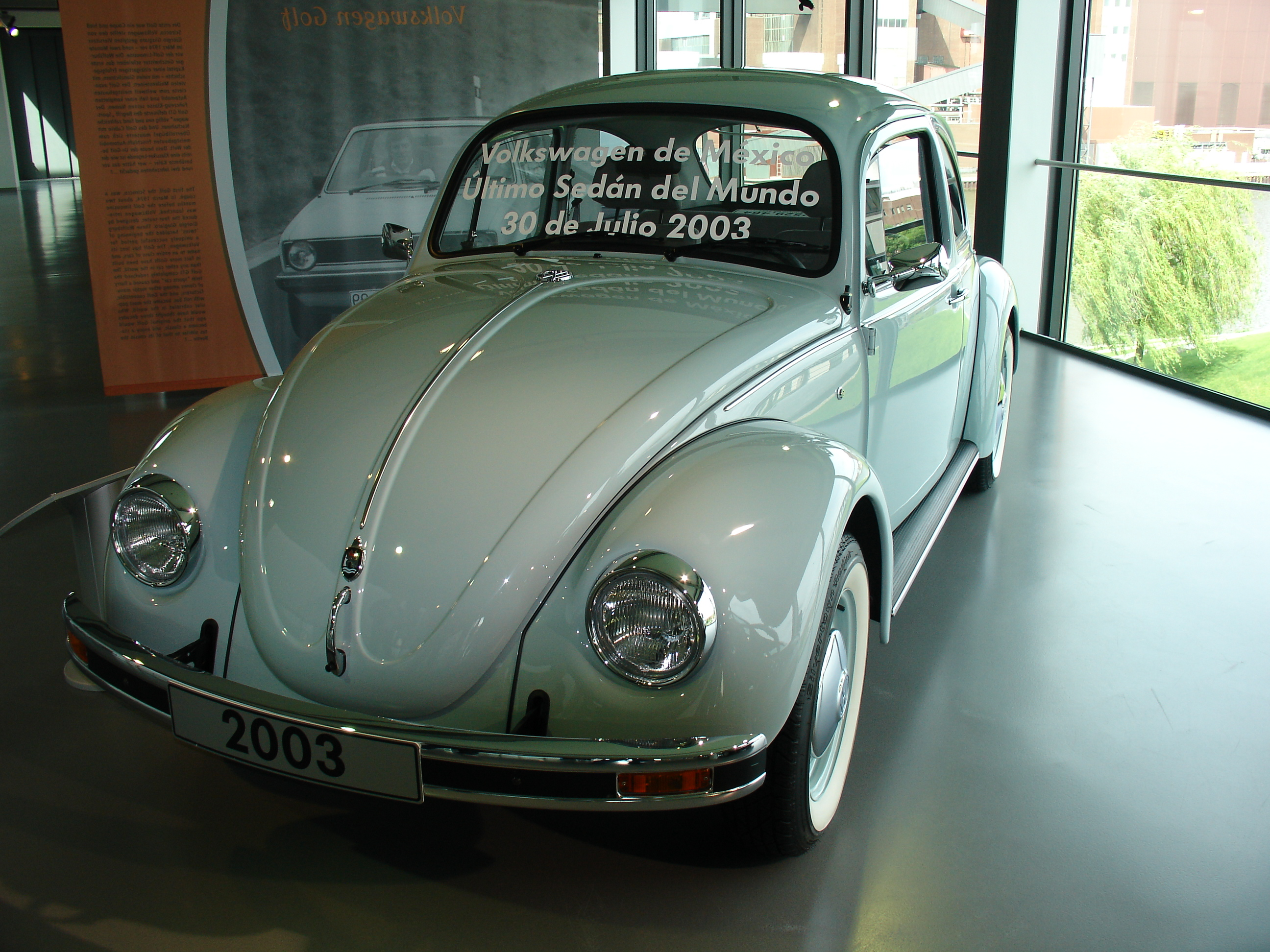
最後一款甲壳虫

- 1945年：甲壳虫在战争刚结束就开始生产，其中英军订购2万辆车[2]。
- 1947年：全年制造了8987辆甲壳虫，并第一次出口到荷兰。
- 1948年：在德国已经有了1500名甲壳虫的私人用户。
- 1949年：甲壳虫正式出口到美国。
- 1951年：甲壳虫总产量达到25万辆，并出口到29个国家。
- 1955年：总产量达到100万辆。
- 1962年：第500万辆甲壳虫下线。
- 1967年：甲壳虫第1000万辆下线。
- 1972年：大众汽车甲壳虫以15,007,034辆的总产量打破了福特T型的生产纪录。
- 1974年：在沃尔夫斯堡生产的最后一辆甲壳虫下线。
- 1978年：在德国本土生产的最后一辆甲壳虫在埃姆登工厂下线。
- 2003年：最后一辆甲壳虫驶下大众汽车墨西哥工厂的生产线。

## 評價
在一项评选最具世界影响力的“世纪之车”的国际投票中，甲壳虫排名第四，仅次于福特T型车（Ford Model T）、迷你（Mini）和雪铁龙DS（Citroën DS）。

## 註腳
1. ↑  Barber, Chris. . Haynes Publishing. 2003. ISBN 1 85960 959 7.
2. ↑  . The Guardian (UK). 18 March 2000  [30 September 2010]. （原始内容存档于2010-02-21）.
3. ↑  Cobb, James G. . The New York Times. December 24, 1999  [2011-08-20]. （原始内容存档于2009-03-06）.